# Armored Core VI: Fires of Rubicon
Armored Core VI: Fires of Rubicon est un jeu vidéo de combat de mecha développé par FromSoftware et édité par Bandai Namco Entertainment. C'est la première sortie de la série Armored Core depuis 2013 avec Armored Core: Verdict Day. Le jeu sort le 25 août 2023 sur PlayStation 4, PlayStation 5, Xbox One, Xbox Series, et Microsoft Windows.

## Histoire
Armored Core VI se déroule sur Rubicon 3, une planète lointaine. Sur Rubicon 3, l'humanité avait trouvé une nouvelle source d'énergie, qu'elle voulait utiliser pour renforcer davantage l'économie et ses avancées technologiques. Cependant, cette mystérieuse source d'énergie a provoqué un événement apocalyptique sur Rubicon 3, engloutissant la planète en flammes. Après sa redécouverte un demi-siècle plus tard, l'humanité se précipite à nouveau pour prendre le contrôle de cette mystérieuse ressource. Le joueur contrôle un mercenaire indépendant pilotant l'un des noyaux blindés principaux, prenant en charge des tâches de méga-corporations extraterrestres et de groupes de résistance Rubicon. 

## Développement
En septembre 2016, le président de FromSoftware, Hidetaka Miyazaki, a mentionné qu'un nouvel opus dans la série Armored Core était en développement, mais serait à un stade très précoce.  En janvier 2022, le développement d'un nouvel opus potentiel de la série Armored Core a été divulgué en raison d'un test en groupe. Un utilisateur de ResetEra a partagé les détails des images qui lui avaient été montrées. Dans cette fuite, il était sous-entendu que la série prendrait une nouvelle direction, inspirée des jeux récents de FromSoftware, tels que Dark Souls et Elden Ring. 
En décembre 2022, le jeu a été officiellement annoncé aux Game Awards 2022 avec une bande-annonce CGI. Le même jour, il a été annoncé que Masaru Yamamura dirigerait le titre, succédant à Miyazaki, qui avait initialement dirigé le développement. Yamamura avait auparavant travaillé comme concepteur de jeu, principalement sur Sekiro: Shadows Die Twice,.  
Lors d'une interview accordée à IGN le 12 décembre 2022, Hidetaka Miyazaki et Masaru Yamamura ont déclaré que le studio n'avait « pas fait d'effort conscient pour essayer de l'orienter vers un gameplay de type Soulsborne ». Ils expliquent également que le cœur du gameplay du jeu est la grande liberté pour assembler son mecha et la façon dont cela affecte le gameplay et les propriétés du mecha en combat. Ils déclarent aussi que l'histoire d'Armored Core VI n'aura aucun lien avec les histoires des jeux précédents, celle-ci se déroulera dans un tout nouveau cadre pour les joueurs.
Le 27 avril 2023, FromSoftware annonce une date de sortie pour le 25 août 2023.

## Accueil

### Réception critique
Armored Core VI reçoit à sa sortie un accueil critique « généralement favorable », recevant entre 80 et 87/100 sur l'agrégateur Metacritic,,.

### Récompenses
Il reçoit le titre du meilleur jeu d'action aux Game Awards 2023.